# خوش‌بالان
خوش‌بالان (نام علمی: Eupterotidae) نام یک تیره از بالاخانواده ابریشمی‌واران است.